# II. třída okresu Rychnov nad Kněžnou 2005/2006
V utkáních II. třída okresu Rychnov nad Kněžnou 2005/2006, jedné ze skupin 8. nejvyšší fotbalové soutěže v Česku, se utkalo 14 týmů dvoukolovým systémem podzim – jaro. Tento ročník začal v srpnu 2005 a skončil v červnu 2006.
Postup do I. B třídy Královéhradeckého kraje 2006/2007 si zajistil vítězný tým AFK Častolovice.

## Konečná tabulka II. třídy okresu Rychnov nad Kněžnou 2005/2006
| Poř. | Tým                                | Z  | V  | R | P  | VG  | OG | B  |
| ---- | ---------------------------------- | -- | -- | - | -- | --- | -- | -- |
| 1.   | AFK Častolovice                    | 26 | 22 | 3 | 1  | 104 | 22 | 69 |
| 2.   | TJ Sokol Lípa nad Orlicí (S)       | 26 | 16 | 4 | 6  | 65  | 36 | 52 |
| 3.   | TJ Lokomotiva Borohrádek           | 26 | 15 | 6 | 5  | 65  | 32 | 51 |
| 4.   | FC Spartak Rychnov nad Kněžnou „B“ | 26 | 14 | 5 | 7  | 57  | 36 | 47 |
| 5.   | TJ Sokol Zdelov                    | 26 | 11 | 3 | 12 | 49  | 48 | 36 |
| 6.   | TJ Dobruška (S)                    | 26 | 10 | 5 | 11 | 45  | 39 | 35 |
| 7.   | TJ Sokol Černíkovice „B“           | 26 | 9  | 7 | 10 | 35  | 54 | 34 |
| 8.   | TJ Sokol Žďár nad Orlicí           | 26 | 9  | 7 | 10 | 36  | 42 | 34 |
| 9.   | SK Přepychy „B“                    | 26 | 9  | 5 | 12 | 40  | 57 | 32 |
| 10.  | SK Albrechtice nad Orlicí          | 26 | 9  | 3 | 14 | 42  | 64 | 30 |
| 11.  | SK Petrovice nad Orlicí            | 26 | 7  | 7 | 12 | 35  | 50 | 28 |
| 12.  | TJ Sokol Voděrady (N)              | 26 | 9  | 1 | 16 | 36  | 67 | 28 |
| 13.  | FK Kostelec nad Orlicí „B“         | 26 | 6  | 3 | 17 | 35  | 69 | 21 |
| 14.  | 1. FC Rokytnice v Orlických horách | 26 | 5  | 3 | 18 | 36  | 64 | 18 |

Poznámky:
- Z = Odehrané zápasy; V = Vítězství; R = Remízy; P = Prohry; VG = Vstřelené góly; OG = Obdržené góly; B = Body; (S) = Mužstvo sestoupivší z vyšší soutěže; (N) = Mužstvo postoupivší z nižší soutěže (nováček)

|  | Postup do I. B třídy Královéhradeckého kraje 2006/2007    |
|  | Sestup do III. třídy okresu Rychnov nad Kněžnou 2006/2007 |